# Домінік-Жозеф Рене Вандам
Доміні́к-Жозе́ф Рене́ Ванда́м (фр. Dominique-Joseph René Vandamme, *5 листопада 1770 —†15 липня 1830) — французький військовий діяч часів Першої імперії.

## Життєпис
Народився 1770 року у м. Кассель. Син Моріса Вандама, міського хірурга. Навчався у ліцеї в Лілі. Згодом закінчив військову школу у Парижі. Тут його під опіку узяв маршал Бірон. У 1788 році вступає солдатом до колоніальних військ. У 1789 році служив на Мартиніці. У 1789 році отримав звання сержанта. У 1790 втік до Франції. У 1791 році стає солдатом регулярної армії. З 1792 року брав участь у боях у складі Північної армії. Того ж року отримує звання капітана, а наступного підполковника. Того ж року відзначився у битві під Ондшоотом. 27 вересня 1793 року підвищений до звання бригадного генерала
У 1794 році воював під орудою генерала Моро. Не дуже вдало діяв при Ньюпорті, але реабілітувався у битвах при Венлоо та Меніні, а згодом захопив значну фортецю Шенк. У 1794 році на деякий час за зловживання Вандам був позбавлений звання й заарештований. Втім того ж року звільнений. Вже у 1795 році був у Самбро-Мааській армії на чолі із Журданом. Відзначився у боях при Альпірсбахі, Келі й Унінзі. Протягом наступних років воював на Рейні. У 1799 році переведений до військ, що воювавли у Голландії. Відзначився у битві при Бергені. У 1800 році перейшов до Рейнської амрії, де звитяжив при Ґохенвілі, Штокасі, Енгені, Мескірхі, Менінгені.
У 1800 році знову був відставлений від армії за зловживання під час бойових дій, але досить швидко повернений до військ. Того ж року воював у складі армії Макдональда у Швейцарії. У 1801 році нагороджений Орденом Почесного легіону, наступного року став його кавалером.
У 1805 році командував 2-ю дивізією 4-го корпусу на чолі із маршалом Сультом. Відзначився у битві під Аустерліцем: захопив 45 тисяч полонених, зокрема 15 генералів. За це отримав великого орла Ордену Почесного легіону. У 1806 році активно воював проти Пруссії, зокрема захопив міста Глогау та Бреслау. Потім Бріг-на-Одері, Швейдніц та Глац. У військовій кампанії 1809 року відзначився у битвах при Абенсберзі, Екмюлі, Урфарі та Ваграмі. За це отримав звання графа у 1811 році. У 1812 році під час військової кампанії проти Росії був призначений заступником Жерома Бонапарта. Втім напочатку кампанії Вандам погиркався з Бонапартом й останній відсторонив Вандам від командування.
У військовій кампанії 1813 року командував 1-м корпусом. Спочатку доволі вдало діяв у Німеччині. Але 29-30 червня 1813 року зазнав поразку від генерала Остермана у битві під Кульмом. Як полоненого його доправили до імператора Олександра I.
У 1814 році після завершення військової кампанії Вандам повернувся додому, де знаходився під домашнім арештом. Під час Ста днів долучився до Наполеона Бонапарта, який доручив Вандаму командування 3-м корпусом. Відзначився у битвах при Лін'ї та Ваврі. Втім не зміг бути під Ватерлоо з огляду на те, що переслідував прусські частини. після поразки організовано відвів свій корпус до Франції. Підписав капітуляцію у Ліможі. після чого Вандам втім до Нового Орлеану (США). Після амністії у 1819 році Вандам повернувся до Франції, де у 1820 році був відновлений у своєму званні. У 1825 році пішов у відставку, оселився у рідному місті, де й сконав 15 липня 1830 року.